# Laurids Bruun
Laurids Bruun, född 25 juni 1864 i Odense, död 6 november 1935 i Köpenhamn, var en dansk författare.
Bruun tog en politices kandidatexamen 1888. 1885 debuterade han i tidskriften Tilskueren. Bruun reste mycket i Europa och Orienten och publicerade med flera andra 1912 reseboken Fra Bosporus til van Zantens Ö från sina resor. Han var även författare till en rad noveller bl. a. Historier (1886), historiska romaner Alle Synderes Konge (1903), Absalons Saga (två band, 1904), en medeltida Danmarkskrönika i form av en rad tavlor, Danskernes Eventyr (tre band 1909-1912), och även stora problemromaner: Den Evige (fyra band 1905-1906), Af Bygernes Slægt (1909).

## Böcker på svenska
- Kronan: en berättelse i tre delar (anonym översättning, Wahlström & Widstrand, 1903)
- Alla syndares konung (översättning Ebba Nordenadler, Wahlström & Widstrand, 1904) (Alle Synderes Konge, 1903)
- Pan: roman i fyra timmar (översättning Sigfrid Elmblad, Wahlström & Widstrand, 1908)
- Van Zantens lyckliga tid: en kärlekshistoria från Pelliön (översättning Signe Hallström, Hökerberg, 1921) (Van Zantens lykkelige tid)
- Solbröderna: Van Zantens berättelse om den välsignade ön (översättning Signe Hallström, Hökerberg, 1921)
- Van Zantens återkomst: berättelsen om Talaos dotter, den glädjelösa änkan (översättning Signe Hallström, Hökerberg, 1922)
- Den okände guden (översättning Signe Hallström, Hökerberg, 1922)
- Under livets träd (översättning Signe Hallström, Hökerberg, 1923) (Under livets træ)
- Tvillingarna (översättning E. Brusewitz, Bonnier, 1924)

## Priser & utmärkelser
- Det Anckerske legat, 1904
- Drachmannlegatet, 1931